# Der Urbino-Krimi: Die Tote im Palazzo
Der Urbino-Krimi: Die Tote im Palazzo ist ein deutscher Fernseh-Krimi aus dem Jahr 2016, der auf dem Roman Der Poliziotto basiert. Der Film wurde am 17. März 2016 um 20:15 Uhr auf Das Erste erstausgestrahlt. In den Hauptrollen sind Leonardo Nigro, Katharina Wackernagel und Hannes Jaenicke zu sehen.

## Handlung
Roberto Rossi ist Polizist im beschaulichen Urbino in Italien. Sein routinierter Alltag wird jäh unterbrochen, als in den Katakomben unter dem Palazzo Ducale die Leiche der jungen Carmela Tozzi entdeckt wird. Die Tote wurde rituell aufgebahrt, ihre Augen mit Baumwachs verklebt, auf ihrer Brust liegt eine Bibel, und es gibt Spuren einer Vergewaltigung – alles deutet auf einen Ritualmord hin.
Da alle erfahrenen Kommissare krank sind, muss Rossi notgedrungen die Ermittlungen übernehmen. Unterstützt wird er dabei von seiner Freundin, der angehenden Rechtsmedizinerin Malpomena del Vecchio. Die Ermittlungen werden erschwert durch den Druck seines Vorgesetzten Kommandante Nevio Cottelli und des Vizebürgermeisters Enrico Manchetti, die den Fall schnell abschließen und den Obsthändler Ciro als Täter präsentieren wollen. Rossi zweifelt jedoch an Ciros Schuld und setzt die Ermittlungen auf eigene Faust fort.
Unerwartete Unterstützung erhält er von Thilo Gruber, einem deutschen Ex-Kommissar, der sich in Urbino niedergelassen hat und sich ungefragt in die Ermittlungen einmischt. Gemeinsam decken sie familiäre Geheimnisse und dunkle Machenschaften auf, während sie sich durch die malerische, aber auch düstere Kulisse Urbinos bewegen.

## Produktion
Der Film wurde von der letterbox Filmproduktion im Auftrag der ARD-Degeto für Das Erste gedreht.
Gedreht wurde in der Comune di Urbino, im Museo Diocesano Albani und im Archivio di Stato Urbino.

## Kritik
Die Kritiken zum Film fielen unterschiedlich aus. So urteilte tittelbach.tv, der Auftakt mache durchaus Lust auf mehr. Gelobt werden insbesondere die Hauptdarsteller, die Geschichte und die Bildsprache sowie das Spiel mit Italien-Klischees. Bei tvspielfilm.de fiel das Fazit schlechter aus: „Spannend? Na ja. Aber macht Lust auf Italien.“ fnp.de bewertete den Film als „Herausragend gut“ und lobt insbesondere die Filmmusik und den Humor des Films. focus.de zufolge sei die Handlung seicht geraten, aber gut zu verfolgen. faz.net hingegen kritisiert unter anderem die Detailaufnahmen als „seltsam anmutend“. quotenmeter.de bewertet den Film negativ (35 %) und kritisiert besonders die Italien-Klischees. Außerdem wird die Inszenierung als einfallslos bezeichnet.